# ГЕС Ісімба
ГЕС Ісімба – гідроелектростанція, в Уганді на ділянці Нілу між озерами Вікторія та Кьога. Знаходиться між ГЕС Буджагалі (вище по течії) та ГЕС Карума входить до складу каскаду на Нілі.
Відкрита 21 березня 2019 року
В межах проекту в районі острова Koova праву протоку річки перекрили кам’яно-накидною греблею з глиняним ядром, а у лівій протоці розмістили бетонну гравітаційну споруду з машинним залом. В результаті спорудження греблі, максимальна висота якої склала 36,9 метрів, утворилося водосховище об’ємом 61 млн м3, що витягнулося на 18 км вверх по течії та затопило 5 із 13 порогів, розташованих між станціями Ісімба та Буджагалі. 
Машинний зал обладнано чотирма турбінами типу Каплан потужністю по 45,8 МВт, які при напорі у 15,1 метра мають забезпечувати виробництво 1039 кВт-год електроенергії на рік.
Видача продукції відбувається по ЛЕП, розрахованій на роботу під напругою 132 кВ.
Генеральним підрядником спорудження станції, вартість якої склала 568 млн доларів США, виступила китайська компанія China International Water & Electric Corporation (CWE), а основне фінансування надав Експортно-імпортний банк Китаю. Роботи почались осінню 2013 року та за планом мали тривати біля 3,5 років. Втім, лише у грудні 2017 року провели операцію зі встановлення першої турбіни. 